# Čečujsk
Čečujsk (rusky Чечуйск) je vesnice v Irkutské oblasti v Ruské federaci. Při sčítání lidu v roce 2010 měla 140 obyvatel.
Leží v Jubilejninském vesnickém okrese Kirenského municipálního rajónu. Vesnice má školu.
Vznikla v 17. století jako Čečujský ostroh, od kterého začínal přechod tajgou v délce asi 30 km k řece Dolní Tunguska až k současné vsi Podvolišino.
Čečujsk se rozkládá při severním břehu řeky Lena, ve vzdálenosti zhruba 17 km jihozápadně od vesnice Jubilejnyj.